# 波送弗依
波送弗依（鄒語：Posonfihi），又稱司命神，是台灣鄒族神話中的一種神祇類別，位階為上神，掌管著人類的命運，同時也是大神哈莫的侍衛。

## 職責
波送弗依的性別不詳，每個大社各有一位。嬰兒出生時，祂們會在新生兒的頭上注水，決定嬰兒一生的命運，此外，波送弗依也是大神哈莫的侍衛（一說聽令於戰神亞伐霏歐），會在戰祭期間隨扈天神下凡，並為天神搭架神梯。祂們平常時間住在天上，並且在天地中來回執行自己的任務。
此外，另有說法認為波送弗依也有部分戰神的職責，男子會在出征前向祂和哈莫祈禱勝利。

## 祭典
波送弗依沒有專屬的祭典，祂們都是在戰祭上隨同戰神一起被祭祀，在迎神階段時在戰神之後迎接、送神階段時也在其之後離開。因為這個儀式是掌管戰爭的亞伐霏歐和掌管生命的波送弗依一起被祭祀，有人認為其中有「邀魂以安魂的意義」。